# 岡山貨物ターミナル駅
岡山貨物ターミナル駅（おかやまかもつターミナルえき）は、岡山県岡山市北区野田四丁目にある日本貨物鉄道（JR貨物）の貨物駅。山陽本線に属している。2016年（平成28年）3月26日に、西岡山駅から改称された。当駅付近にかつて存在した岡山操車場についても本項で述べる。
山陰方面との分岐地点というだけでなく、水島臨海鉄道港東線東水島駅、山陽本線東福山駅との中継駅として機能している。そのため駅構内は広く、下り引上線は隣駅の北長瀬駅構内にまで及んでいる。
通運事業者は、日本通運、岡山県貨物運送、谷川運輸倉庫、岡山通運、水島臨海通運である。

## 歴史

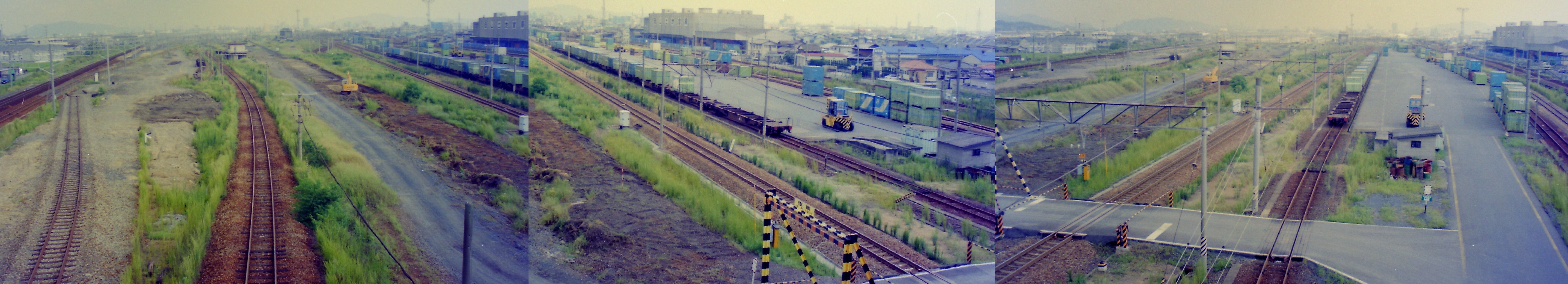
山陽本線の上下線に挟まれて、東西に広がっていた広大な面積を誇っていた岡山操車場も、時代の変化に伴い完全に廃止され、残った線路等の施設撤去が進んでいる風景。右側のコンテナホームは、日本で始めての私有コンテナ列車「山陽ライナー」が登場した、旧・西岡山駅の西側エリア風景（1989年9月）

- 1925年（大正14年）：平面ヤード式である岡山操車場が開業[1][2]。取扱規模は1,300車/日である[2]。
- 1942年（昭和17年）：取扱量の大幅な増加（2,500車/日）に伴い、南仕訳線増設および宇野線短絡ルート（岡山操車場 - 大元駅）の新設[3]。
- 1945年（昭和20年）：構内北側に上り着発線、仕訳線を増設[3]。
- 1953年（昭和28年）：仕訳線が2か所に分かれて作業性が悪いことから構内改良工事を行い、抱き込み式平面ヤードになるとともに取扱規模を2,500車/日に増強[4]。
- 1969年（昭和44年）10月1日：岡山操車場南隣に西岡山駅が開業[1][5]。山陽新幹線開業によって岡山駅の貨物設備が支障することから、貨物取扱業務が当駅に移管された[5]。
- 1974年（昭和49年）10月1日：「荷貨一元化」により荷物の取扱を開始[1]。
- 1978年（昭和53年）10月2日：荷物の取扱を廃止[1]。
- 1984年（昭和59年）
  - 2月1日：操車場機能停止。
  - 12月30日：宇野線短絡ルート廃止。
- 1987年（昭和62年）4月1日：国鉄分割民営化により、岡山操車場は西日本旅客鉄道（JR西日本）、西岡山駅はJR貨物の所有となる[1]。
- 1990年（平成2年）
  - 3月10日：岡山操車場を西岡山駅に併合[1][6]。
  - 3月15日：旧岡山操車場に荷役設備を移転、着発線荷役方式を導入。移転前の西岡山駅は現在岡山ドームが建っている場所にあった。
- 2016年（平成28年）3月26日：駅名を岡山貨物ターミナル駅に改称[7]。

## 駅構造
- 2面のコンテナホーム、着発線荷役方式（E &S方式）を採用した着発荷役線が上下1本ずつと、神戸方（上り線）のみに進出可能な線の3本を有する。
- 着発線は上下とも4本（うち1本はE &S対応）。
- 上下に車両を留置できる貨物線と引き上げ線、駅舎の東方には客留線がある。
- 営業窓口であるJR貨物岡山営業所を併設する。

## 輸送障害発生時の対応機能整備
2000年代後期頃から、災害による貨物鉄道路線の被災・不通の頻度が増加し、復旧に長期間を要するケースも増え、輸送障害の増加・長期化がJR貨物の営業・経営に大きく悪影響を及ぼすようになった。特に、山陽線においては鉄道による迂回輸送ルートの設定が困難であり、JR貨物はトラックや海運による代行輸送体制の確立を図ることとした。当駅においても、山陽線で輸送障害が発生した際に代行輸送の継送拠点として機能できるよう、2025年（令和7年）にJR貨物、水島臨海鉄道、国土交通省、関係地方公共団体、利用運送事業者によるBCP策定の検討会が構成され、検討が行われた。
代行輸送体制の確立には、拠点駅周辺道路の代行トラック運行のための特殊車両通行許可手続きの迅速化、代行トラック駐車場の確保、港湾バース・荷役体制の確保が必要で、課題の検討等が行われた。周辺道路通行対策としては、関係地方公共団体・国土交通省の許可手続きの迅速化に引き続き協力を求める他、当駅と高速ICあるいは港湾区域までの想定経路について、12ftコンテナ2個積みトラックによる代行輸送を直ちに実施できるよう、経路となる主要地方道45号線の一部区間の車両高さ指定道路への指定を要望することとなった。トラック駐車場の確保対策としては、当駅周辺の公共用地の提供または確保可能な用地の情報提供を要望することとなった。船舶による代行輸送については、水島港玉島地区・岡山港福島・高島地区の利用を想定し、輸送障害発生時には港湾バース・荷役体制を早期に確立するよう、利用運送事業者と港湾荷役事業者による調整を行い、荷役体制を確保の上港湾荷役事業者を通じて港湾管理者に速やかにバース使用許可を申請することとされ、港湾管理者も迅速な許可に協力することとされた。また、当駅の継送能力の限界から、船舶代行への継送拠点機能を水島臨海鉄道の倉敷貨物ターミナル駅が担えるよう、水島臨海鉄道に対して発災想定の輸送計画の策定、荷役作業の想定および調整への協力を要望することとなった。

## 取扱貨物
- 鉄道コンテナ貨物

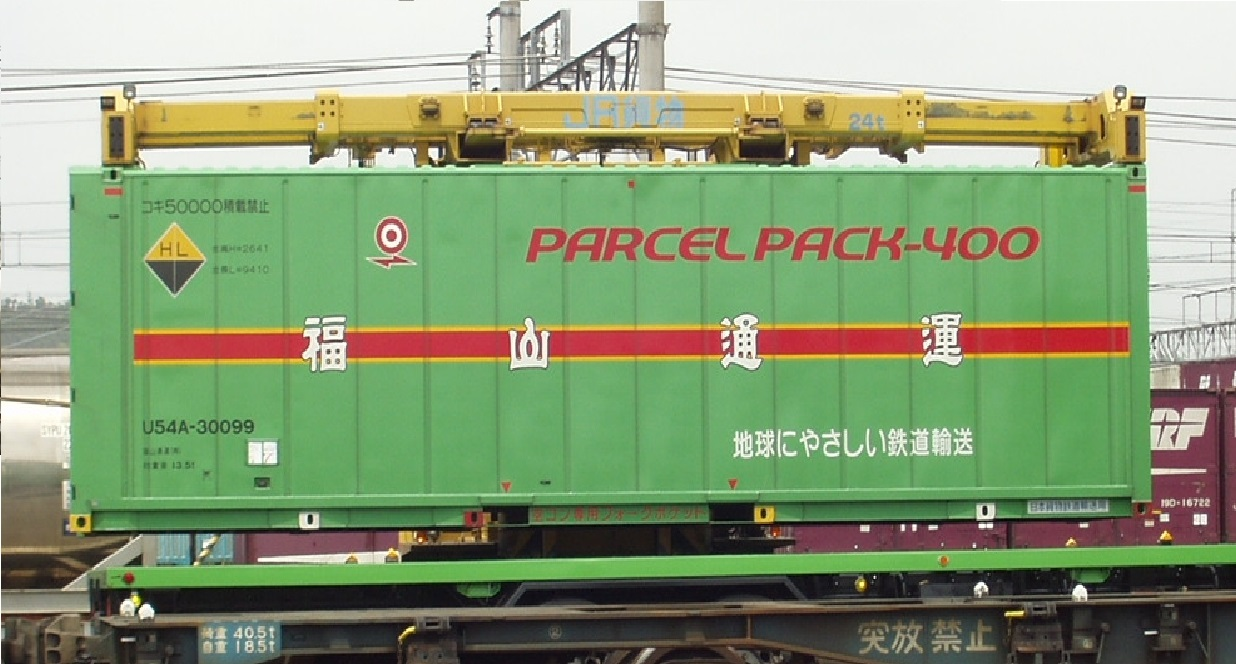
高さが制限される、架線下荷役に対応したトップリフターで、30ft級の大型宅配コンテナも取り扱う（2005年4月）

  - 12ftコンテナ、20 ft・30 ft大型コンテナ、20 ft海上コンテナ（最大重量は24 tまで）を取り扱う。
- 臨時車扱貨物
- 産業廃棄物・特別産業廃棄物の取扱許可を得ている。

岡山操車場規模
- 面積：58.6万 m2
- 軌道延長：57.5 km
- 能力：2,800車/日
- 貨物扱：90万 t/年（昭和49年）

## 駅周辺
- 福山通運岡山支店
- ヤマト運輸岡山北営業所
- 北長瀬ちどり保育園
- 市営北長瀬みずほ住座

## その他
- 福山通運専用貨物列車「福山レールエクスプレス号」が広島貨物ターミナル駅から東福山駅および当駅を経由して東京貨物ターミナル駅まで運行されている[12][13]。

## 隣の駅
西日本旅客鉄道（JR西日本）
山陽本線
岡山駅 - 岡山貨物ターミナル駅 - 北長瀬駅